# Saison 3 de DCI Banks
Chronologie
Saison 2 Saison 4
Cet article présente les épisodes de la troisième saison de la série télévisée DCI Banks.
Au Royaume-Uni, chaque enquête est diffusée en deux épisodes de 45 minutes, généralement à une semaine d'écart. En France, chaque enquête est diffusée dans son intégralité, soit 90 minutes.

## Distribution

### Acteurs principaux
- Stephen Tompkinson (en) (VF : Lionel Tua) : Inspecteur chef (DCI) Alan Banks
- Andrea Lowe (en) (VF : Laura Blanc) : Sergent (DS) Annie Cabbot
- Jack Deam (en) : Sergent (DS) Ken Blackstone
- Caroline Catz (en) (VF : Ariane Deviègue) : Inspecteur (DI) Helen Morton

### Acteurs secondaires
- Danny Rahim : Agent (DC) Tariq Lang (épisodes 2 et 3)
- Nick Sidi (en) : Superintendent (Ch Supt) Ron McLaughlin (épisode 3)

## Liste des épisodes

### Épisode 1:Enfants perdus(Wednesday's Child)
- Royaume-Uni : 3 février et 10 février 2014 sur ITV

- Royaume-Uni : 7,60 millions de téléspectateurs (1re partie) (première diffusion)
- Royaume-Uni : 6,82 millions de téléspectateurs (2e partie) (première diffusion)

- Christine Bottomley (en) : Katy Heath
- Geoff Bell : Jimmy Chivers
- John Lightbody : Paul Cain
- Rebecca Calder : Chelsea
- Oliver Woollford : Kyle Heath
- Rick Warden : Mark Campbell
- Sara Powell : Professeur
- Matt Lanigan : Michael Morton
- Andrew Frame : Roger Harris
- Heather Bleasdale : Marian Harris
- Ben Lambert : Joseph Forbes
- Sushil Chudasama : Gardien de l'arcade
- Matthew Newman : Steven Morton
- Darryl Clark : Reporter
- Jamie Rooney-West : Kevin
- Laura Richmond : Pathologiste
- Gabriela Romanov : Mrs Petri
- Olivia Popica : Angela Petri
- Marcus Willcock : Andre Petri

### Épisode 2:Le coup au cœur(Piece of My Heart)
- Royaume-Uni : 17 février et 24 février 2014 sur ITV

- Royaume-Uni : 6,63 millions de téléspectateurs (1re partie) (première diffusion)
- Royaume-Uni : 6,77 millions de téléspectateurs (2e partie) (première diffusion)

- David Calder : Jack Barber
- Emma Fielding (en) : Liz Forbes
- Finbar Lynch : Ian Bassett
- Wayne Foskett : Martin Soames
- Edward MacLiam : David Hornby
- Dominic Marsh (en) : Matt Barber
- Shari Fox : Audrey Niven
- Lladel Bryant : Barista
- Dominic Doughty : Bibliothécaire
- Lily Loveless : Tracy Banks
- Sophie Woolley : Femme qui lit sur les lèvres

### Épisode 3: Mauvais garçon (Bad Boy)
- Royaume-Uni : 3 mars et 10 mars 2014 sur ITV

- Royaume-Uni : 5,83 millions de téléspectateurs (1re partie) (première diffusion)
- Royaume-Uni : 5,81 millions de téléspectateurs (2e partie) (première diffusion)

- Philip Jackson : Al Jenkins
- Lily Loveless : Tracy Banks
- Ray Panthaki (en) : Jaff Kitson
- Rebecca Ryan : Erin Doyle
- Melanie Kilburn (en) : Juliet Doyle
- Robert Cavanah : Commissaire Mike Trethowan
- Paul Brightwell : Commissaire divisionnaire Reg Chambers
- Kate Bracken : Policière Alice Craig
- Tom Padley : Mitchell Channing
- Syrus Lowe : Policier Mark Warburton
- William Ilkley : Peter Doyle
- Christopher Webster : Richard Martin
- Andy Barnes : Policier Gemmill
- Guy Hepworth : Expert balistique
- Alan McKenna (en) : Dr Burns